# استارشیپ
اسپیس‌اکس استارشیپ یک پرتابگر فوق سنگین دومرحله‌ای با قابلیت استفاده مجدد است که به دست کارخانه اسپیس‌اکس از سال ۲۰۱۲ در حال ساخت است. استارشیپ با بلندای ۱۲۱ متر (۳۹۷ پا) و با جرم پرتاب ۵٬۰۰۰ تن (۱۱٬۰۰۰٬۰۰۰ پوند) بزرگ‌ترین و نیرومندترین فضاپیمایی است که تاکنون پرواز کرده است.
در ماه مارس ۲۰۱۹ آزمایش‌های یکپارچهٔ نخستین استارشیپ با آزمایش یک نمونهٔ نخستین کوچک‌شده، به نام استارهاپر (مشابه نمونهٔ نخستین ساخته‌شده برای فالکون ۹ به نام گراس‌هاپر) آغاز گردید
در ژوئن ۲۰۲۰ ایلان ماسک، یک هفته پس از ارسال کرو دراگون در ایمیلی به کارکنان اسپیس‌اکس اعلام کرد که از این پس نخستین اولویت شرکت، استارشیپ است.
فضاپیما اسپیس‌اکس استارشیپ و پرتابگر فوق سنگین (سوپر هوی) (که در مجموع استارشیپ نامیده می‌شود) یک سامانه جابه‌جایی انسان و بار به مدار زمین، ماه، مریخ و  فراتر از آن نیز است که توانایی بکارگیری کاملاً دوباره و جابه‌جایی بیش از ۱۰۰ تن را دارد. همچنین قرار است از استارشیپ در برنامهٔ استارلینک نیز استفاده شود، در حالی که در سال‌های ۲۰۱۹ و ۲۰۲۰ پرتابگر فالکون ۹ حداکثر ۶۰ تا ماهوارهٔ استارلینک را به‌طور همزمان به مدار زمین می‌فرستاد، برنامه‌ریزی شرکت اسپیس‌اکس برای ارسال  ۴۰۰ ماهواره با هر یک پرتاب است.

## تاریخچه
در سال ۲۰۰۷، ایلان ماسک یک هدف برای فعال کردن اکتشاف و استقرار انسان در مریخ تعیین کرد. اسپیس‌اکس توسعه موتور موشک رپتور (موتور مورد استفاده در استارشیپ) را قبل از سال ۲۰۱۴ آغاز کرد. از سال ۲۰۱۱ تا ۲۰۱۴، ماسک اظهارات مختلفی را بیان کرد و ابراز امیدواری کرد که اسپیس‌اکس انسان‌ها را در سال‌های ۲۰۲۰ تا ۲۰۳۰ به مریخ بفرستد.

### اولین پرواز آزمایش مداری

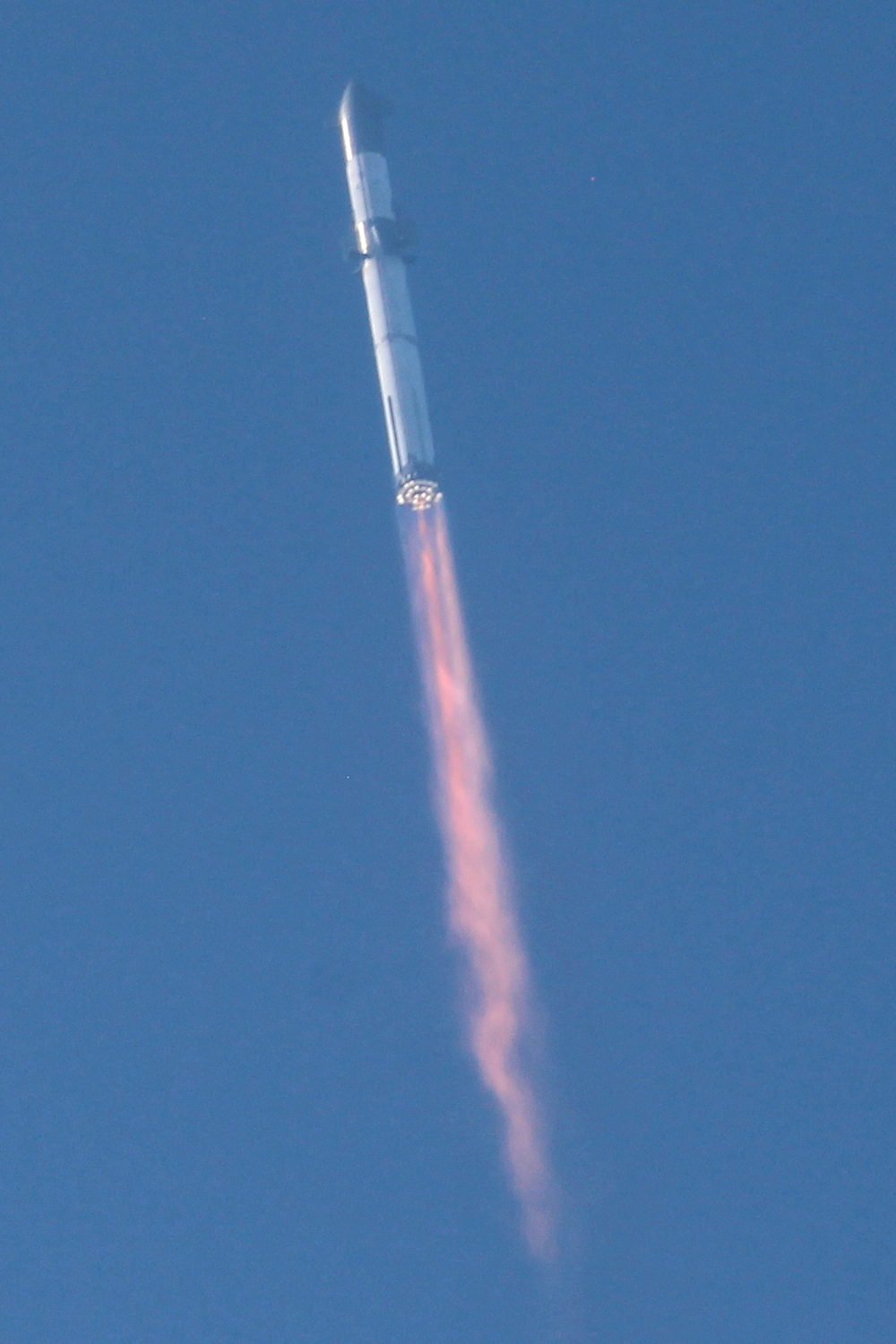
استارشیپ در طول اولین پرواز آزمایش مداری

پس از یک تلاش لغو شده برای پرتاب در ۱۷ آوریل ۲۰۲۳، بوستر ۷ و شیپ ۲۴ در ۲۰ آوریل در ساعت ۱۳:۳۳ جهانی برای اولین آزمایش پرواز مداری از زمین بلند شدند. سه موتور در طول پرتاب از کار افتادند و چندین موتور دیگر در طول پرواز از کار افتادند. فضاپیما همچنین کنترل جهت‌دهی رانش موتورهای رپتور را بعداً در پرواز از دست داد، که منجر به شروع حرکت غلتشی خارج از کنترل راکت شد. این فضاپیما به حداکثر ارتفاع ۲۴ مایل (۳۹ کیلومتر) رسید.
حدود ۳ دقیقه پس از بلند شدن، راکت فرمانی برای فعال کردن سیستم خودکار خاتمه پرواز دریافت کرد. با این حال، سیستم خاتمه پرواز نتوانست راکت را منفجر کند و برای ۴۰ ثانیه دیگر سقوط کرد و در نهایت منفجر شد. اگر پرتاب طبق برنامه پیش می‌رفت، فضاپیما با عبور از مسیر زمینی خود از تنگه فلوریدا به سمت شرق در سراسر جهان به پرواز ادامه می‌داد، و در نهایت با آب‌فرود سخت در اقیانوس آرام در حدود ۱۰۰ کیلومتر (۶۰ مایل) شمال غربی کائوآی در جزایر هاوایی، که تقریباً یک چرخش کامل به دور زمین انجام داده است؛ به پرواز خود خاتمه می‌داد.

## بودجه
به عنوان بخشی از توسعه سیستم فرود انسانی برای برنامه فضایی آرتمیس، اسپیس‌اکس در آوریل ۲۰۲۱ قراردادی به ارزش ۲٫۸۹ میلیارد دلار از ناسا برای توسعه فرودگر استارشیپ برای آرتمیس ۳ دریافت کرد. بلو ارجین، رقیب اسپیس‌اکس، با این تصمیم مخالفت کرد و یک پرونده حقوقی علیه ناسا و اسپیس‌اکس در اوت ۲۰۲۱ باز کرد و کار اسپیس‌اکس و ناسا در برنامه مدنظر اسپیس‌اکس را برای مدتی این اختلافات حقوقی متوقف کرد. این شکایت پس از سه ماه توسط دادگاه دعاوی فدرال رد شد، و بلو ارجین دو سال بعد ۳٫۴ میلیارد دلار برای فرودگر ماه خود دریافت کرد.
در سال ۲۰۲۲، ناسا ۱٫۱۵ میلیارد دلار به اسپیس‌اکس برای دومین فرودگر ماه برای آرتمیس ۴ اهدا کرد. در همان سال، اسپیس‌اکس یک قرارداد پنج ساله ۱۰۲ میلیون دلاری برای توسعه برنامه Rocket Cargo برای نیروی فضایی ایالات متحده آمریکا دریافت کرد.
به گفته اریک برگر از ارز تکنیکا، اسپیس‌اکس در حال توسعه استارشیپ با سرمایه خصوصی است. برت جانسن، مدیر مالی اسپیس‌اکس در دادگاه فاش کرد که اسپیس‌اکس بیش از ۳ میلیارد دلار در تأسیسات استاربیس و سیستم‌های استارشیپ از ژوئیه ۲۰۱۴ تا می ۲۰۲۳ سرمایه‌گذاری کرده است. ایلان ماسک در آوریل ۲۰۲۳ اظهار داشت که اسپیس‌اکس انتظار دارد در سال ۲۰۲۳ حدود ۲ میلیارد دلار برای توسعه استارشیپ هزینه کند.

## استارهاپر
استارهاپر یا استارشیپ هاپر (به انگلیسی Hopper به معنای جهنده) نمونهٔ اولیه آزمایشی راکت‌های استارشیپ است که ساخت آن‌ها در دسامبر ۲۰۱۸ آغاز شده است. اولین جهش آزمایشی موفقیت‌آمیز استارهاپر در ۲۵ ژوئیه ۲۰۱۹ به انجام رسید.

## پرتاب‌ها
آزمایش‌های اولیه در مارس ۲۰۱۹ آغاز شد. تمامی آزمایش‌های فعلی در ارتفاع پایین انجام شده‌اند. در ۳ آوریل ۲۰۱۹ اولین تست آتش استاتیک استارهاپر با یک موتور رپتور و در طول چند ثانیه انجام گردید. تنها ۲ روز بعد اولین آزمایش متصل‌شده به زمین در ۵ آوریل با موفقیت به انجام رسید.
| شماره پرتاب | تاریخ | وسیله مورد آزمایش | محل پرتاب              | حداکثر ارتفاع | نتیجه پرتاب | نتیجه فرود | مدت زمان           |
| ----------- | --- | ----------------- | ---------------------- | ------------- | ----------- | ---------- | ------------------ |
| ۱           | ۵ ژوئیه ۲۰۱۹ | استارهاپر         | بوکا چیکا ویلیج، تگزاس | ~ ۱ امتر      | موفق        | موفق       | ~ ۳ ثانیه          |
| ۱           | پرتاب آزمایشی با محدودیت بسته شدن به زمین، با یک موتور رپتور SN2 |                   |                        |               |             |            |                    |
| ۲           | ۲۵ ژوئیه ۲۰۱۹ | استارهاپر         | بوکا چیکا، تگزاس       | ۲۰ متر        | موفق        | موفق       | ~ ۲۲ ثانیه         |
| ۲           | اولین پرواز آزمایشی بدون محدودیت استارهاپر |                   |                        |               |             |            |                    |
| ۳           | ۲۷ اوت ۲۰۱۹ | استارهاپر         | بوکا چیکا، تگزاس       | ۱۵۰ متر       | موفق        | موفق       | ~ ۵۷ ثانیه         |
| ۴           | ۴ اوت ۲۰۲۰ | استارشیپ SN5      | بوکا چیکا، تگزاس       | ۱۵۰ متر       | موفق        | موفق       | ~ ۴۵ ثانیه         |
| ۵           | ۳ سپتامبر ۲۰۲۰ | استارشیپ SN6      | بوکا چیکا، تگزاس       | ۱۵۰ متر       | موفق        | موفق       | ~ ۴۵ ثانیه         |
| ۶           | ۹ دسامبر ۲۰۲۰ | استارشیپ SN8      | بوکا چیکا، تگزاس       | ۱۲٫۵ کیلومتر  | موفق        | ناموفق     | ۶ دقیقه و ۴۲ ثانیه |
| ۶           | پرتاب آزمایشی ابتدا در تاریخ ۸ دسامبر برنامه‌ریزی شده بود اما درست در لحظات پایانی به دلیل مشکلات فنی لغو شد، پرتاب آزمایشی SN8 در تاریخ ۹ دسامبر ۲۰۲۰ به انجام رسید که درست بعد از فرود روی سکوی فرود، پرتابگر منفجر شد.عملیات صعود و تاب خوردن موفقیت‌آمیز بود. به گفته ایلان ماسک بنیان‌گذار شرکت اسپیس‌اکس این آزمایش موفقیت‌آمیز بود و اطلاعات لازم جمع‌آوری شد. علت انفجار پرتابگر فشار کم مخزن سوخت بالایی بود.                                                                                            |                   |                        |               |             |            |                    |
| ۷           | ۲ فوریه ۲۰۲۱ | استارشیپ SN9      | بوکا چیکا، تگزاس       | ۱۰ کیلومتر    | موفق        | ناموفق     | ۶ دقیقه و ۲۶ ثانیه |
| ۷           | تلاش اسپیس‌اکس برای اجرای این آزمایش در تاریخ‌های ۲۸ و ۲۹ ژانویه ۲۰۲۱ به دلیل عدم دریافت مجوز از اداره هوانوردی فدرال بی‌نتیجه ماند. سرانجام در تاریخ ۲ فوریه ۲۰۲۱ پرتاب SN9 انجام شد که با موفقیت به ارتفاع ۱۰ کیلومتری صعود کرد. استارشیپ در هنگام فرود به دلیل روشن نشدن یکی از موتورها نتوانست به حالت عمودی دربیاید و با برخورد به سکوی فرود منفجر شد. البته تیم اسپیس‌اکس صعود موشک را موفق خواند و یکی از مهندسان نیز در هنگام پخش زنده پس از انفجار استارشیپ SN9 گفت: خب حالا باید روی فرود مترکز شویم. |                   |                        |               |             |            |                    |
| ۸           | ۳ مارس ۲۰۲۱ | استارشیپ SN10     | بوکا چیکا، تگزاس       | ۱۰ کیلومتر    | موفق        | ناموفق     | ۶ دقیقه و ۲۴ ثانیه |
| ۸           | این فضاپیما پس از فرود ناموفق ۲ نمونهٔ قبلی با موفقیت فرود آمد اما حدود ۸ دقیقه بعد از پرتاب به دلیل بار اضافی پایه‌های فرود و نشت گاز متان منفجر شد |                   |                        |               |             |            |                    |
| ۹           | ۳۰ مارس ۲۰۲۱ | استارشیپ SN11     | بوکاچیکا، تگزاس        | ۱۰ کیلومتر    | موفق        | ناموفق     | ۵ دقیقه و ۴۹ ثانیه |
| ۹           | SN11 در مه غلیظ پرتاب شد و بعد از دقایقی در آسمان به دلیل وجود مشکل در یکی از موتورها و نشت متان منفجر شد. |                   |                        |               |             |            |                    |
| ۱۰          | ۵ می ۲۰۲۱ | استارشیپ SN15     | بوکاچیکا، تگزاس        | ۱۰ کیلومتر    | موفق        | موفق       | ۵ دقیقه و ۵۹ ثانیه |
| ۱۰          | SN15 همراه با ارتقاهای زیادی نسبت به نسخه‌های قبلی آماده‌سازی و در مه سبک پرتاب شد. به آرامی فرود آمد و توانست اولین فرود موفق از نمونه‌های آزمایشی استارشیپ را رقم بزند، البته این فرود همراه با آتش‌سوزی مختصری بود که با تخلیه سوخت و سیستم‌های مهار آتش سکوی فرود مهار شد. |                   |                        |               |             |            |                    |

| شماره پرتاب | تاریخ | وسیله مورد آزمایش | محل پرتاب        | حداکثر ارتفاع | نتیجه پرتاب | نتیجه فرود | مدت زمان           |
| ----------- | --- | ----------------- | ---------------- | ------------- | ----------- | ---------- | ------------------ |
| ۱           | ۲۰ آوریل ۲۰۲۳ | استارشیپ S24/B7   | بوکا چیکا، تگزاس | ۳۹ کیلومتر    | ناموفق      | ناموفق     | ~ ۴ دقیقه          |
| ۱           | استارشیپ برای نخستین بار پرواز آزمایش مداری‌را انجام داد. این عملیات به دلیل مشکل در جدا شدن سوپرهوی از استارشیپ و انفجار عمدی آن به وسیله سیستم خاتمه پرواز ناموفق ماند؛ اما ایلان ماسک و تیم اسپیس‌اکس اعلام کردند که این پرواز با موفقیت به پایان رسیده است.                                     |                   |                  |               |             |            |                    |
| ۲           | ۱۸ نوامبر ۲۰۲۳ | استارشیپ S25/B9   | بوکا چیکا، تگزاس | ۱۵۰ کیلومتر   | موفقیت جزئی | ناموفق     | ۸ دقیقه و ۴۰ ثانیه |
| ۲           | موشک استارشیپ دومین پرواز آزمایشی خود را انجام داد. استارشیپ و بوستر سوپر هوی بر فراز اقیانوس منفجر شدند و نتوانستند مأموریت خود را به پایان برسانند، اسپیس‌اکس گفت: «استارشیپ با موفقیت تحت قدرت تمام ۳۳ موتور رپتور در بوستر سوپر هوی بلند شده و از مرحله جداسازی (هات استیجینگ) عبور کرده است». |                   |                  |               |             |            |                    |